# Liu Jinli
Liu Jinli (刘金莉S, Liú JīnlìP; Qiqihar, 16 marzo 1989) è una giocatrice di curling cinese.

## Biografia
Partecipò ai XXI Giochi olimpici invernali edizione disputata a Vancouver nella Columbia Britannica, (Canada) nel febbraio del 2010, riuscendo ad ottenere la medaglia di bronzo nella squadra cinese con le connazionali Wang Bingyu, Yue Qingshuang, Zhou Yan e Liu Yin.
Nell'edizione la nazionale svedese ottenne la medaglia d'oro, la canadese quella d'argento.